# Gerichtsbezirk Windischgraz
Der Gerichtsbezirk Windischgraz (slowenisch: Slovenji Gradec) war ein dem Bezirksgericht Windischgraz unterstehender Gerichtsbezirk im Bundesland Steiermark. Er umfasste Teile des politischen Bezirks Windischgraz (Slovenji Gradec) und wurde 1919 dem Staat Jugoslawien zugeschlagen.

## Geschichte
Der Gerichtsbezirk Windischgraz wurde durch eine 1849 beschlossene Kundmachung der Landes-Gerichts-Einführungs-Kommission geschaffen und umfasste ursprünglich die 16 Gemeinden Altenmarkt, Gollavabuka, Lechen, Mißling, Oberraßwald, Ottischnigberg, Pametsch, Podgorie, Siele, St. Ilgen bei Turiak, St. Johann ob Drauburg, St. Martin, St. Nikolai bei Wiederrieß, St. Veit bei Waldegg, Verche und Windischgratz. Der Gerichtsbezirk Windischgraz bildete im Zuge der Trennung der politischen von der judikativen Verwaltung ab 1868 gemeinsam mit den Gerichtsbezirken Schönberg und Mahrenberg den Bezirk Windischgraz.
Der Gerichtsbezirk Windischgraz wies 1890 eine anwesende Bevölkerung von 13.728 Personen auf, wobei 12.688 Menschen Slowenisch und 967 Menschen Deutsch als Umgangssprache angaben. 1910 wurden für den Gerichtsbezirk 13.635 Personen ausgewiesen, von denen 12.363 Slowenisch (90,7 %) und 1.198 Deutsch (8,8 %) sprachen.
Durch die Grenzbestimmungen des am 10. September 1919 abgeschlossenen Vertrages von Saint-Germain wurde der Gerichtsbezirk Windischgraz zur Gänze dem Königreich Jugoslawien zugeschlagen.

## Gerichtssprengel
Der Gerichtssprengel Windischgraz umfasste vor seiner Auflösung die 16 Gemeinden Golavabuka, Legen (Lechen), Mislinja (Mißling), Otisni Vrh (Ottischnigberg), Pameče (Pametsch), Podgorca (Podgorje), Razbor (Raßwald), Sjele (Siele), Slovenji Gradec (Windischgraz), Stari Trg (Altenmarkt), Sveti Ilj pod Turjakom (Sankt Ilgen unter Turjak), Sveti Janž pri Spodnjem Dravogradu (Sankt Johann bei Unterdrauburg), Sveti Martin pri Slovenjem Gradcu (Sankt Martin bei Windischgraz), Sveti Miklavz pri Viderdrisu (Sankt Nikolai bei Wiederdrieß), Sveti Vid nad Valdekom (Sankt Veit ob Waldegg) und Vrhe (Werche).